# Alone (песня Холзи)
Alone — песня американской певицы и автора песен Холзи из её второго студийного альбома Hopeless Fountain Kingdom. Сингл при участии Шона Андерсона и британской рэперши Стефани Виктории Аллен (Стеффлон Дон) выпущен 15 марта 2018 на лейбле Astralwerks. Трек достиг первого места в американском хит-параде Dance Club Songs (Billboard) и получил золотой статус RIAA.

## Музыкальное видео
6 апреля 2018 года вышло музыкальное видео, которое сняли сама Хозли и Hannah Lux Davis.

## Живые выступления
Холзи исполнила песню «Alone» 6 апреля 2018 года на теле-шоу Sounds Like Friday Night. Оно стало первым для неё выступлением на британском ТВ.

## Список треков
- Digital download[7]

1. «Alone» (при участии Big Sean и Stefflon Don) — 3:27

- Digital download — Calvin Harris Remix[8]

1. «Alone» (при участии Stefflon Don) — 3:19

## Чарты
| Чарт (2018)                            | Высшая позиция |
| -------------------------------------- | -------------- |
| Чехия (Rádio — Top 100)                | 34             |
| New Zealand Heatseekers (RMNZ)         | 8              |
| США (Billboard Hot 100)                | 66             |
| США (Billboard Adult Pop Airplay)      | 16             |
| США (Billboard Dance Club Songs)       | 1              |
| США (Billboard Dance/Mix Show Airplay) | 15             |
| США (Billboard Pop Airplay)            | 17             |

## Сертификации
| Регион                                                                      | Сертификация | Продажи   |
| --------------------------------------------------------------------------- | ------------ | --------- |
| Канада (Music Canada)                                                       | Платиновый   | 80 000    |
| США (RIAA)                                                                  | Платиновый   | 1 000 000 |
| Данные о продажах + прослушиваниях приведены только на основе сертификации. |              |           |